# Leberblümchen
Das Leberblümchen (Hepatica nobilis, Synonyma: Anemone hepatica, Hepatica triloba), genauer Gewöhnliches Leberblümchen, auch Dreilappiges Leberblümchen genannt, ist eine Pflanzenart innerhalb der Familie der Hahnenfußgewächse (Ranunculaceae). Die Stiftung Naturschutz Hamburg kürte das Leberblümchen zur Blume des Jahres 2013.

## Beschreibung

### Vegetative Merkmale

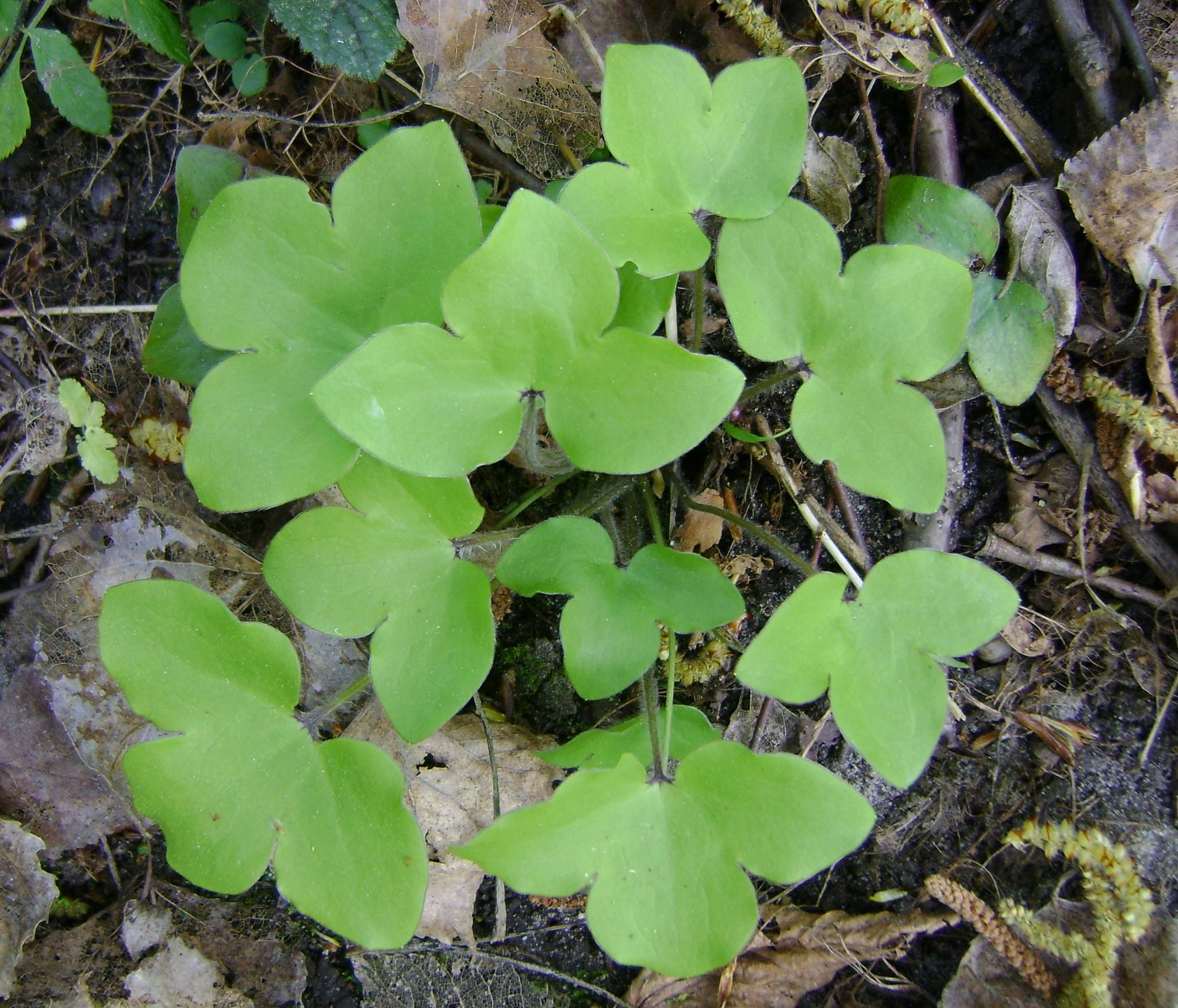
Habitus und gestielte, markant dreilappige Laubblätter

Das Leberblümchen ist eine überwinternd grüne, ausdauernde, krautige Pflanze, die Wuchshöhe beträgt 10 bis 25 cm. Es übersteht den Winter mit Überdauerungsknospen, die sich unmittelbar an der Erdoberfläche in den Blattachseln und im Schutz der überdauernden Blätter befinden und gehört deshalb zu den wintergrünen Hemikryptophyten. Es besitzt ein kurzes, schräg im Boden liegendes, dunkelbraunes Rhizom, das mit schuppenförmigen Niederblättern besetzt ist. Die Wurzeln des Leberblümchens reichen bis zu 30 Zentimeter tief ins Erdreich. Deshalb wird das Leberblümchen zu den Tiefwurzlern gezählt.
Dem Rhizom entspringen nach der Blüte oder gegen Ende der Blütezeit die neu angelegten, grundständigen Laubblätter. Die langen Blattstiele weisen bei jungen Blättern noch eine dicht glänzende, weiße und weiche Behaarung auf. Die Blattspreite ist in drei Lappen geteilt und erinnert im Umriss an die menschliche Leber, worauf der frühere Artname Hepatica triloba Chaix und nach der Signaturenlehre der deutsche Trivialname basiert. Die Lappen besitzen abgerundete oder leicht zugespitzte Blattzipfel und können bis zur Hälfte der Spreite eingeschnitten sein. Die Blattoberseite der leicht ledrigen Blätter ist dunkelgrün gefärbt; die Blattunterseite ist dagegen purpur-violett getönt.

### Generative Merkmale

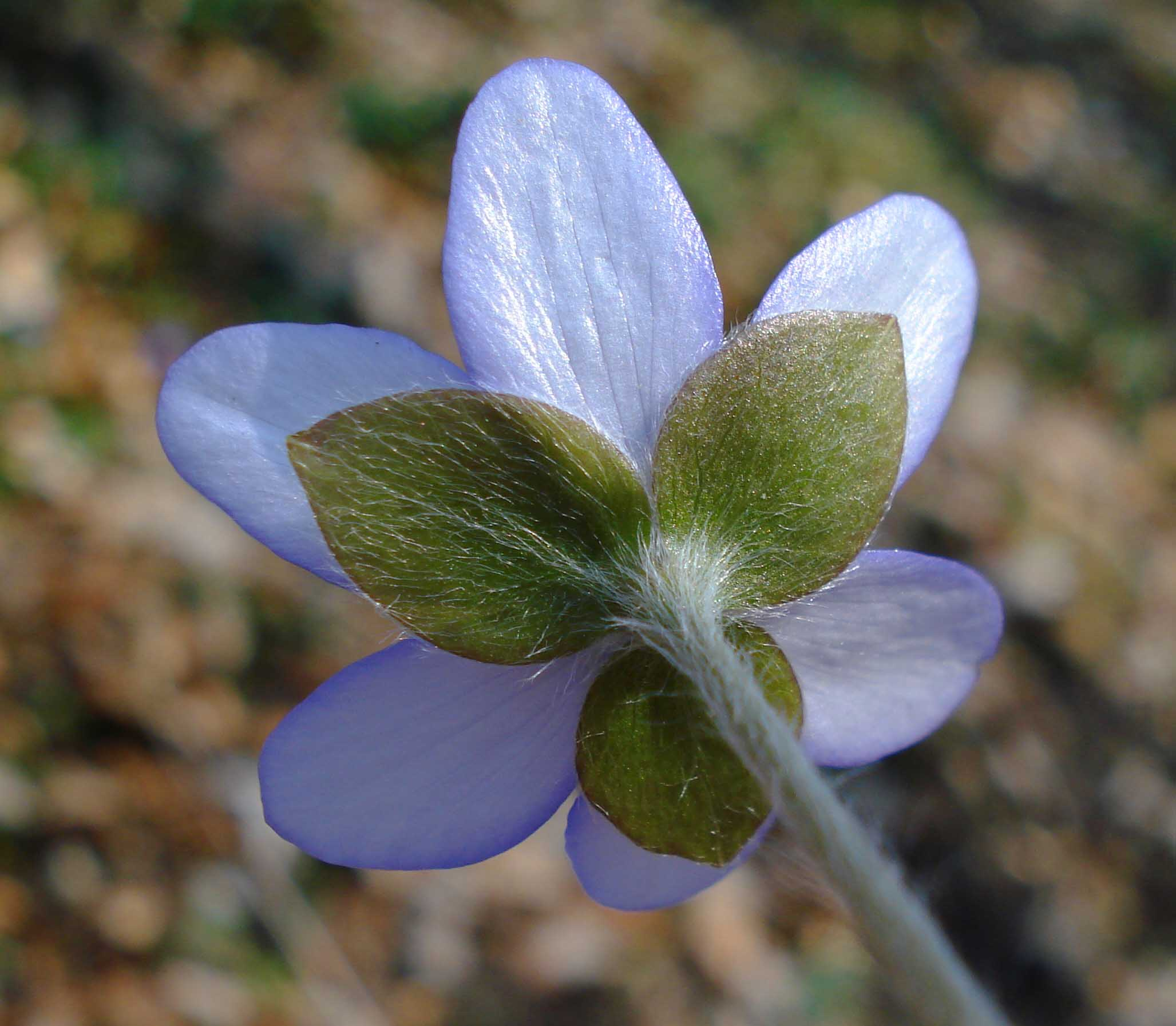
Blütenunterseite mit den drei grünen Hochblättern

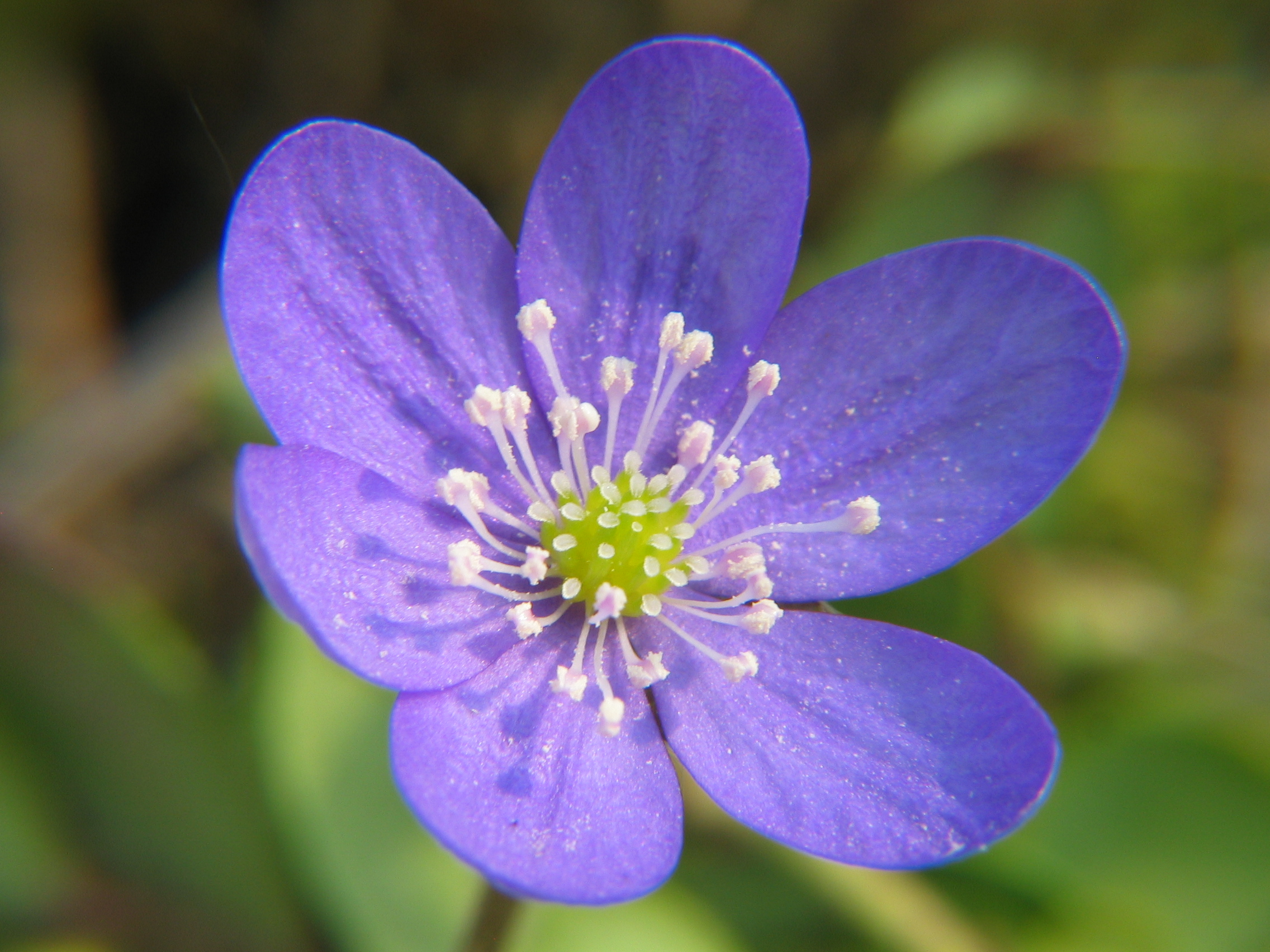
Nahaufnahme einer Blüte

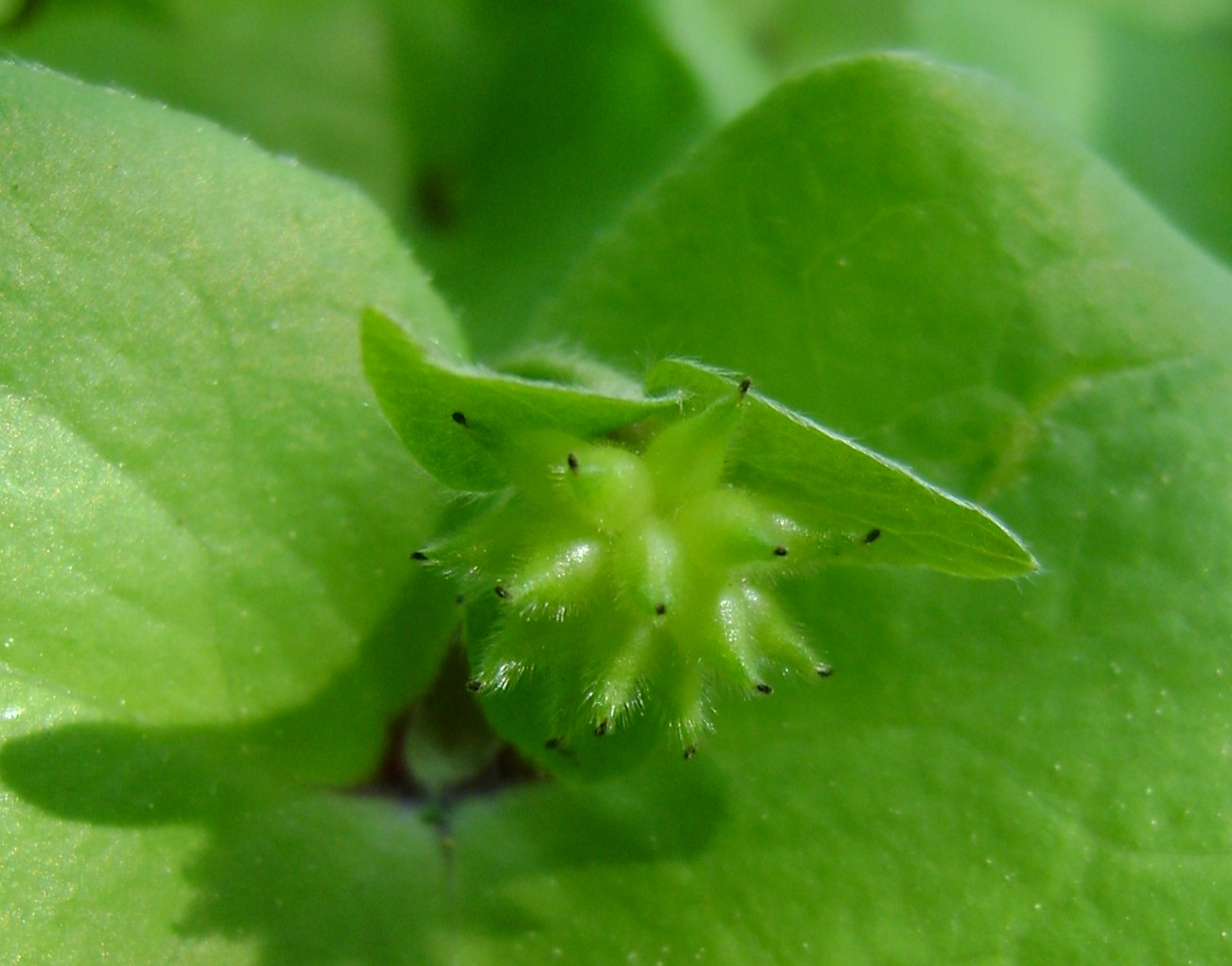
Früchtchenstand, noch unausgereift

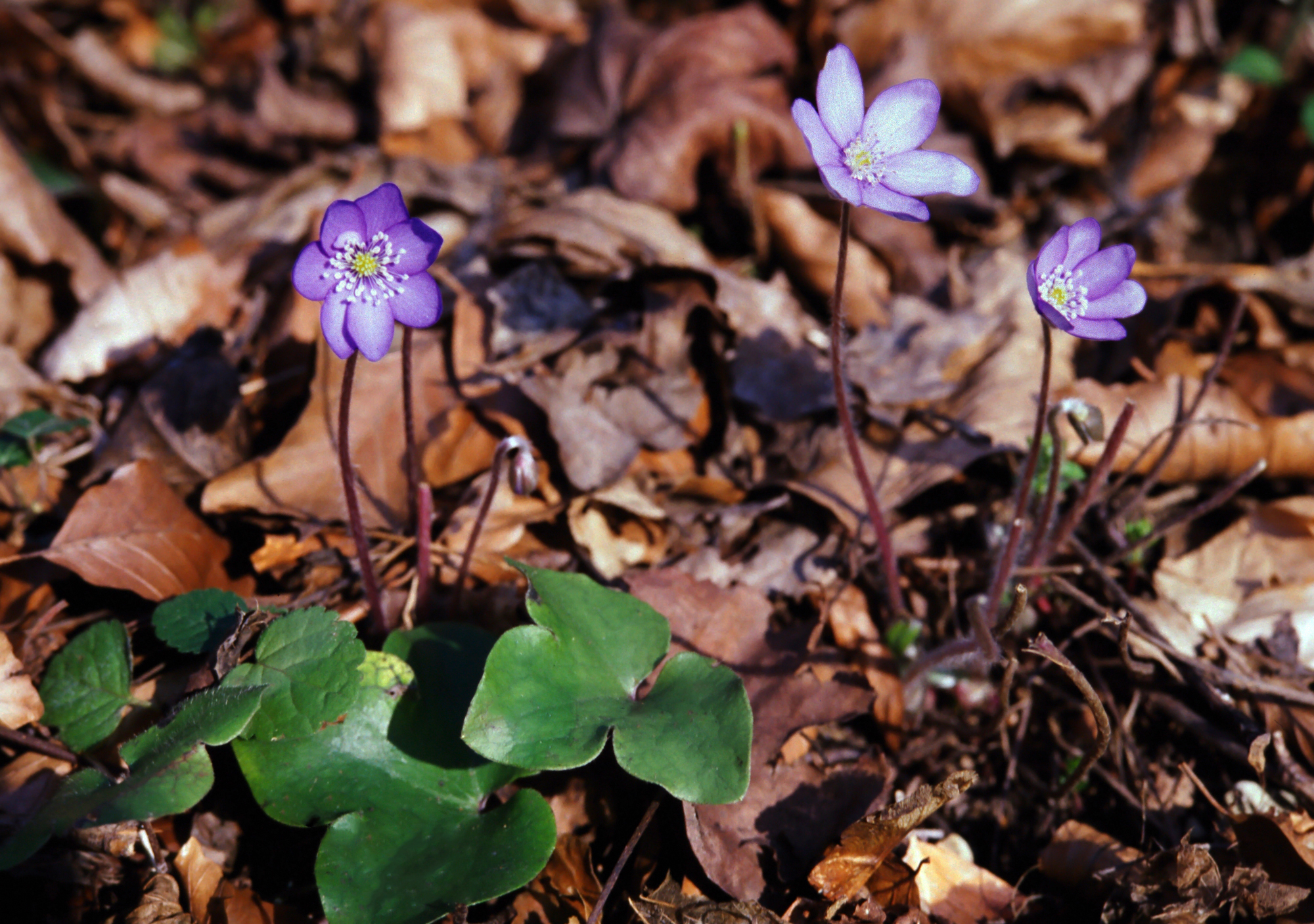
Habitus

Die behaarten, rötlich-braunen Blütenstandsschäfte wachsen aufrecht. Beinahe direkt über den drei kelchartigen, grünen Hochblättern (Involucrum), die die Blütenknospen schützend umhüllen und damit die Schutzfunktion des fehlenden Kelchs übernehmen, sitzen die langgestielten Blüten. Die endständigen Blüten sind zwittrig, radiärsymmetrisch und besitzen einen Durchmesser von 15 bis 30 mm. Die sechs bis neun gleich gestalteten Blütenhüllblätter sind blau bis blauviolett gefärbt, selten kommen Exemplare mit weißer oder purpurfarbener Blütenhülle vor. Die blaue Farbe wird durch den Anthocyanfarbstoff Cyanidin erzeugt. Ein Kreis weißlicher Staubblätter umgibt das Blütenzentrum. Im Zentrum der Blüte befinden sich zahlreiche freie Fruchtblätter. Sie sind grün gefärbt, länglich geformt und besitzen eine kopfige Narbe.
Die Blütezeit erstreckt sich von März bis April, womit das Leberblümchen zu den im Frühling am frühesten blühenden Pflanzen gehört. Bei Regenwetter und am Abend schließen sich die Blüten. Die häufige Öffnung erfolgt durch Wachstumsbewegungen der Blütenhüllblätter, wodurch diese sich täglich etwas verlängern und während der Gesamtblütezeit auf etwa das Doppelte der ursprünglichen Größe anwachsen.
In einer Sammelfrucht stehen mehrere einsamige Nüsschen zusammen.
Das Leberblümchen ist diploid mit der Chromosomenzahl 2n = 14.

## Ökologie
Blütenökologisch handelt es sich beim Gewöhnlichen Leberblümchen um einfach gestaltete Scheibenblumen. Das Leberblümchen bietet keinen Nektar an, ist aber ein wichtiger Pollenlieferant für Bienen, Käfer und Schwebfliegen. Die Lebensdauer der Blüten beträgt etwa acht Tage.
Die Diasporen (behaarte Nüsschen mit Elaiosom) werden von Ameisen aufgesucht und durch diese ausgebreitet. Da sich die Fruchtstängel zur Fruchtreife zu Boden neigen, ist das Gewöhnliche Leberblümchen auch ein Selbstaussäer.
Exemplare dieser Art können Jahrzehnte ohne Blüte überdauern und bis zu 360 Jahre alt werden, wenn keine Störungen wie Baumartenwechsel oder langanhaltende starke Beschattung auftreten.
Die Fruchtreife tritt bereits ab Mai ein. Die nach der Anthese sich vergrößernden Hochblätter tragen durch ihre Photosynthese wesentlich zur Ernährung der Früchte bei.
Der zunächst sehr kleine und ungegliederte Embryo entwickelt sich anfangs sehr langsam. Ein Pflanzenexemplar erreicht seine Blühreife erst nach Jahren.
Der Rostpilz Puccinia actaeae-agropyri befällt das Leberblümchen und bildet Spermogonien und Aecien auf den Blättern.

## Systematik
Zur systematischen Stellung des Leberblümchens gibt es zwei Auffassungen. Einerseits sprechen phylogenetische Untersuchungen wie auch morphologische und zytologische Befunde für eine Eingliederung in eine weit gefasste Gattung Anemone. Dies hätte aber zur Folge, dass alle Anemoninae zu einer Gattung zusammengefügt werden. Andererseits gibt es durchaus gute Gründe für die Abspaltung der Gattung Hepatica, wie etwa die reduzierte Chromosomengrundzahl x = 7 für Hepatica (gegenüber x=8 für die Windröschen im engeren Sinne).
Die Erstveröffentlichung erfolgte 1753 unter dem Namen Anemone hepatica durch Carl von Linné. Der Name Hepatica nobilis wurde 1771 von Johann Christian von Schreber eingeführt.
Die 6 bis 8 beschriebenen Varietäten kommen in Europa (z. B. var. nobilis, var. pyrenaica), O-Asien (z. B. var. japonica) und in O-Nordamerika (z. B. var. acuta) vor.

## Vorkommen
Das Areal des Leberblümchens ist durch große Verbreitungslücken gekennzeichnet (disjunktes Areal). Sein Verbreitungsschwerpunkt liegt in den Laubwäldern der Nordhalbkugel. In Europa, Ostasien und Nordamerika bildet es unterschiedliche geographische Rassen aus.
Eine vollständige illustrierte Übersicht der Varietäten des Leberblümchens und deren Verbreitung findet man unter Verbreitungskarte und Varietäten.
Das Gewöhnliche Leberblümchen (Hepatica nobilis var. nobilis) gedeiht am besten auf kalkhaltigen, nährstoff- und mullreichen, sommerwarmen, nicht allzu trockenen, aber keineswegs feuchten, lehmigen, häufig steinigen Waldböden. Es besiedelt in Mitteleuropa vor allem Buchen- und Eichenwälder, es geht aber auch gelegentlich in Nadel-Mischwälder. Es steigt in den Alpen bis in Höhenlagen von etwa 1500 Metern. In Mitteleuropa kommt es im Tiefland östlich der Elbe nur selten vor; in den Mittelgebirgen mit Kalkböden und im Alpenvorland tritt es zerstreut auf; insgesamt ist es in Mitteleuropa selten, es bildet aber an seinen Standorten meist größere, individuenreiche Bestände.
Das Gewöhnliche Leberblümchen (Hepatica nobilis var. nobilis) gilt standörtlich sowohl als Lehm- wie auch als Kalkzeiger. Es gilt als Charakterart der mitteleuropäischen Laubwälder (Klasse Querco-Fagetea, vgl. unter Waldgesellschaften Mitteleuropas), besonders häufig kommt es im Kalkbuchenwald (Waldgersten-Buchenwald und Seggen-Buchenwald) vor, seltener auch in Nadelwäldern der Gebirge auf Kalkstandorten. Es bevorzugt gemäßigt kontinentales Klima mit warmen und feuchten Sommern, aber relativ kalten Wintern und fehlt deshalb in stärker atlantisch geprägten Bereichen, in Süddeutschland beispielsweise im Westen des Schwarzwalds und westlich davon (mit einem kleinen Vorposten im Kaiserstuhl).
Die ökologischen Zeigerwerte nach Landolt et al. 2010 sind in der Schweiz: Feuchtezahl F = 2 (mäßig trocken), Lichtzahl L = 2 (schattig), Reaktionszahl R = 4 (neutral bis basisch), Temperaturzahl T = 4 (kollin), Nährstoffzahl N = 2 (nährstoffarm), Kontinentalitätszahl K = 4 (subkontinental).

## Gefährdung und Schutz
Das Leberblümchen ist nach der Bundesartenschutzverordnung (BArtSchV) in Deutschland „besonders geschützt“. Es darf weder gepflückt noch ausgegraben werden. In Österreich ist es nicht in allen Bundesländern geschützt.
Die Stiftung Naturschutz Hamburg und Stiftung zum Schutze gefährdeter Pflanzen (Loki-Schmidt-Stiftung) wählte das Leberblümchen zur Blume des Jahres 2013 aus. Die Stiftung sieht das Leberblümchen dadurch als gefährdet an, dass es als beliebte Gartenpflanze ausgegraben wird und dass Altwälder, ein häufiger Standort, immer seltener werden. Zum Rückgang der Art trägt auch die Umwandlung lichter Laubwälder in Nadelholzforste bei.

## Inhaltsstoffe
Aufgrund des in der frischen Pflanze enthaltenen Protoanemonin kann das Leberblümchen als schwach giftig bezeichnet werden. Bei Kontakt mit Haut oder Schleimhäuten entfaltet das Protoanemonin seine reizende Wirkung und kann zu Rötungen, Juckreiz oder auch Blasenbildung führen. Beim Trocknen wird das Protoanemonin in Anemonin und Anemoninsäure umgewandelt, die praktisch ungiftig sind.

## Verwendung und Kultur

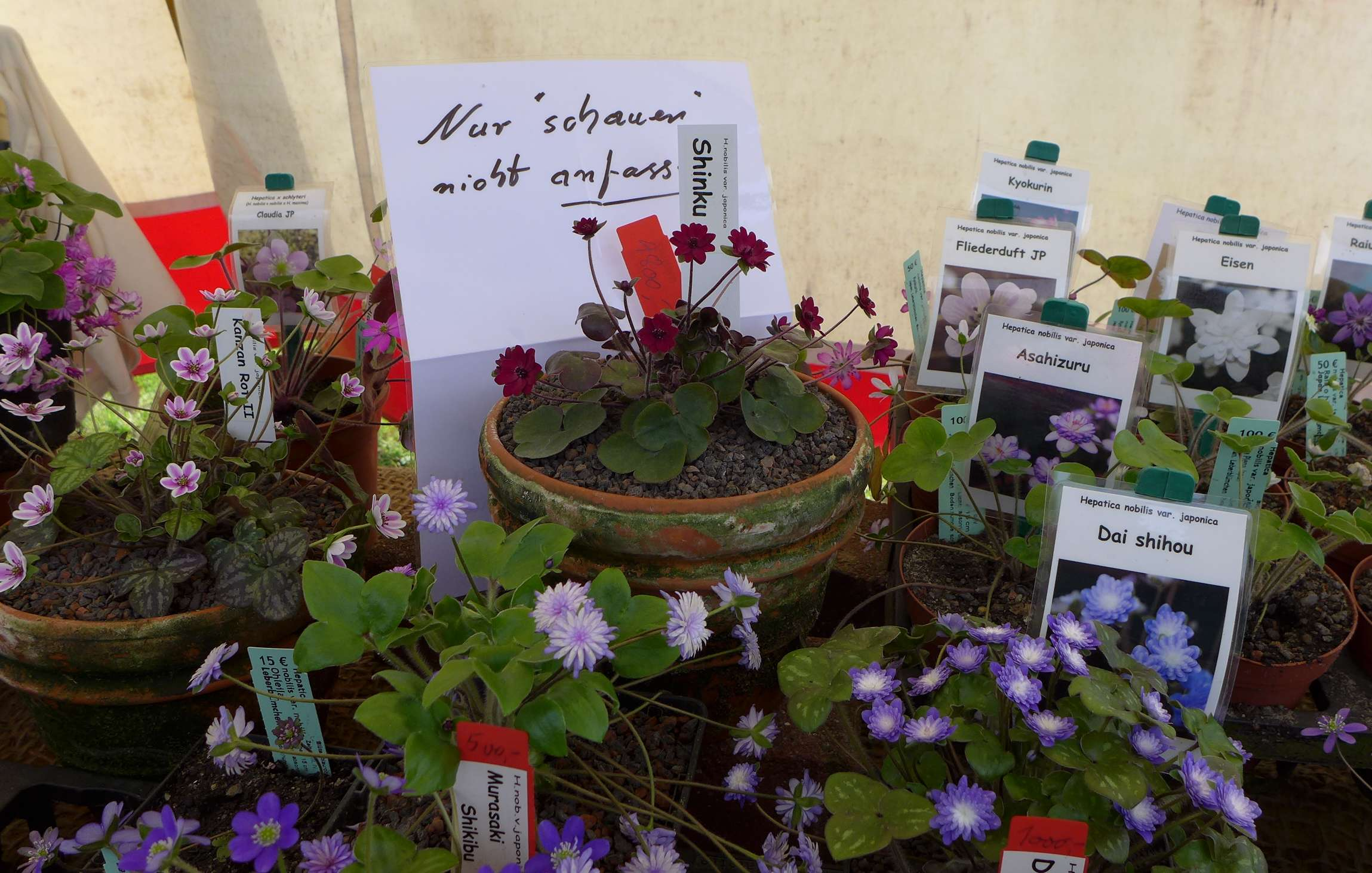
Leberblümchen auf der Pflanzenbörse im Botanischen Garten Berlin (Frühjahr 2017)

Spätestens seit dem 15. Jahrhundert wird das Leberblümchen in Europa als Zierpflanze verwendet. Beschrieben werden schon früh Farbvarianten und gefüllte Blüten. In Japan sind Züchtungen für dekorative Zwecke seit dem siebzehnten Jahrhundert belegt. Seit den 1980er Jahren erfolgte in Japan, Europa und Nordamerika vermehrt die Züchtung neuer Sorten. Auf alljährlichen Ausstellungen können sich Liebhaber und Sammler die neuesten und schönsten Ergebnisse der Züchter ansehen. Aufgrund der großen Formenvariabilität insbesondere von H.nobilis var. japonica gibt es mittlerweile mehr als tausend registrierte Sorten. Eine große Zahl von gezielten Kreuzungen von japanischen mit europäischen Arten und Sorten bringt eine riesige Formenvielfalt hervor. Die Farbe der Blüten reicht von violett, blau, rot, weiß bis gelb und grün. Bei den Blütenblättern treten verschiedene Formen und Größen auf. Weiterhin gibt es gefüllte Blüten (meist steril) die sogar mehrfarbig sein können. Aufgrund des langsamen Wachstums sind Leberblümchen erst mit 4-7 Jahren blühfähig, in Kultur vereinzelt schon nach 3 Jahren. Auch die Form und Färbung/Zeichnung der Laubblätter ist vielfältig. Während in der Natur 5-12 Blüten pro Pflanze beobachtet werden, können unter Idealbedingungen in Kultur bis zu 150 Blüten an einer Pflanze erscheinen, die dann 3-4 Wochen blühen. Aufgrund des langsamen Wachstums befassen sich nur wenige Züchter mit dieser recht schwierigen Pflanze. In Sammlerkreisen werden für außergewöhnlich schöne oder seltene Sorten durchaus Preise von mehreren tausend Euro gezahlt.
Einige beliebte Sorten sind 'Alba' – weiße Blüten; 'Alba Plena' – weiße Blüten gefüllt; 'Ballardii' – Blüten hellblau; 'Rosea' – rosa Blüten; 'Rosa Plena' – Blumen rosa, gefüllt; 'Rubra' – Blumen rot-rosa; 'Rubra Plena' – lila Blüten, gefüllt.
Die schwedische rechtspopulistische Partei der Schwedendemokraten nutzt das Leberblümchen als Parteisymbol.

## Trivialnamen
Weitere Trivialnamen für das (Gewöhnliche) Leberblümchen (lateinisch Hepatica, früher auch Epatica) sind oder waren, zum Teil nur regional: Buechwunni (Brienz, Berner Oberland), Guldin Cle, Goldklee, Güldenklee (Altmark), Guldenklee, Haselmünich (Tirol), Haselblume, Haselvoaltcher (Siebenbürgen), Herblümlein, Herzfreude, Herzkraut, Hirschklee, Himmelblüeml (Südtirol), Blaue Holzblume (Henneberg), Leberblom (Mecklenburg), Leberblümli (Bern, St. Gallen), Leberblume (Graubünden), Leberklee, (edel) Leberkraut (mittelhochdeutsch), güldin Leberkrut, Leberkrut (mittelhochdeutsch), Leverblome (mittelniederdeutsch), Leverkrud (mittelniederdeutsch), Leverwort (mittelniederdeutsch), Liewerkrokt (Siebenbürgen), blau Märzablüm (Aargau), Märzblom (Altmark), Maiblümli (Glarus), Mühliblüamli (St. Gallen bei Sargans), blag Oeschken (Pommern), Schöranchel (Mecklenburg), Schwarzblätterkraut (Schlesien), Steibluoma (St. Gallen im Oberrheintal), Steiblüomli (St. Gallen im Oberrheintal), blaue Violen (Ostpreußen) und Vorwitzchen (Paderborn).

## Verbreitungskarte und Varietäten
| Name | Trivialname/Synonym                          | Bild                  | Verbreitung                                                                              | Anmerkung |
| --- | -------------------------------------------- | --------------------- | ---------------------------------------------------------------------------------------- | --- |
| Hepatica nobilis gehört zur Section Triloba: Blätter dreilappig und ganzrandig                                                                                              |                                              |                       |                                                                                          | |
| Hepatica nobilis L. | Gewöhnliches Leberblümchen                   |                       | Europa, O-Asien, N-Amerika                                                               | |
| var. nobilis (Typus Art) | Gewöhnliches Leberblümchen                   |                       | Von Skandinavien bis zu den Alpen und Pyrenäen.                                          | Als Standorte werden lichte Buchen- und Eichenwälder mit kalkhaltigen, basenreichen Lehmböden bevorzugt. In den Alpen steigt es bis auf Höhenlagen von 2200 Metern. |
| f pyrenaica | Pyrenäen Leberblümchen                       |                       | Spanien, Frankreich                                                                      | marmorierte Laubblätter |
| var. asiatica | (Syn. Hepatica asiatica)                     | [ Abb. im Weblink 1 ] | Ostchina                                                                                 | Wälder und grasige Abhänge von 700 bis 1100 m. |
| var. insularis | (Syn. Hepatica insularis)                    | [ Abb. im Weblink 2 ] | Korea - Cheju Island / Cheju-do *) und an der südliche Spitze der koreanischen Halbinsel | in Laubwäldern. |
| var. japonica | (Syn. Hepatica japonica)                     |                       | Japan                                                                                    | Japanische Inseln Hauptinsel Honshu, Insel Shikoku, im Norden der Insel Kyushu.                                                                                     |
| var. pubescens | (Syn. Hepatica pubescens).                   | [ Abb. im Weblink 3 ] |                                                                                          | Dies ist die einzige tetraploide Rasse (Chromosomenzahl 2n=28). |
| var. acuta | (Syn. Hepatica acutiloba, Anemone acutiloba) |                       | östliches Nordamerika,                                                                   | zugespitzte Blätter und Vorkommen auf Kalk. |
| var. obtusa | (Syn. Hepatica americana, Anemone americana) |                       | östliches Nordamerika                                                                    | abgerundete Blätter und Vorkommen auf saurem Boden. |
| Von Zonneveld werden die vier ostasiatischen Rassen von Hepatica nobilis zu Hepatica asiatica und die zwei nordamerikanischen Rassen zu Hepatica americana zusammengefasst. |                                              |                       |                                                                                          | |

Weblinks zu Abbildungen:
1. ↑  
Bilder von H. asiatica auf Plantarium.ru (Latein, russisch).
2. ↑  
Bilder von H. n. insularis auf asianflora.com (englisch).
3. ↑  
Bilder von H. pubescens auf wildplantsshimane.jp (englisch).

## Trivia
Bei Förster findet sich der Ausspruch: Hepatica nobilis, das heimische Leberblümchen, ein ewiger Schatz halbschattiger Vorfrühlingsgärtchen.

## Galerie

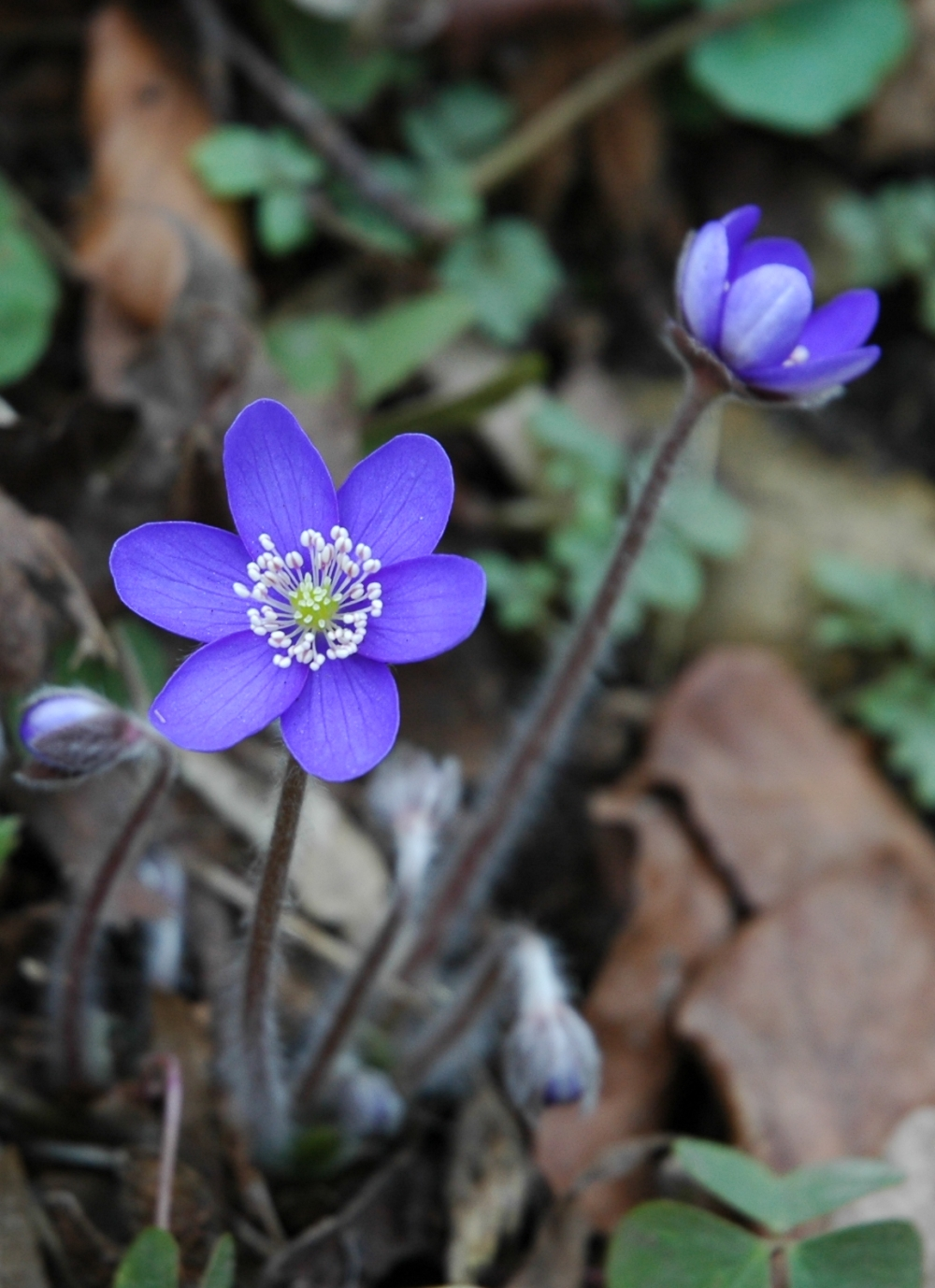
var. nobilis in Pommern
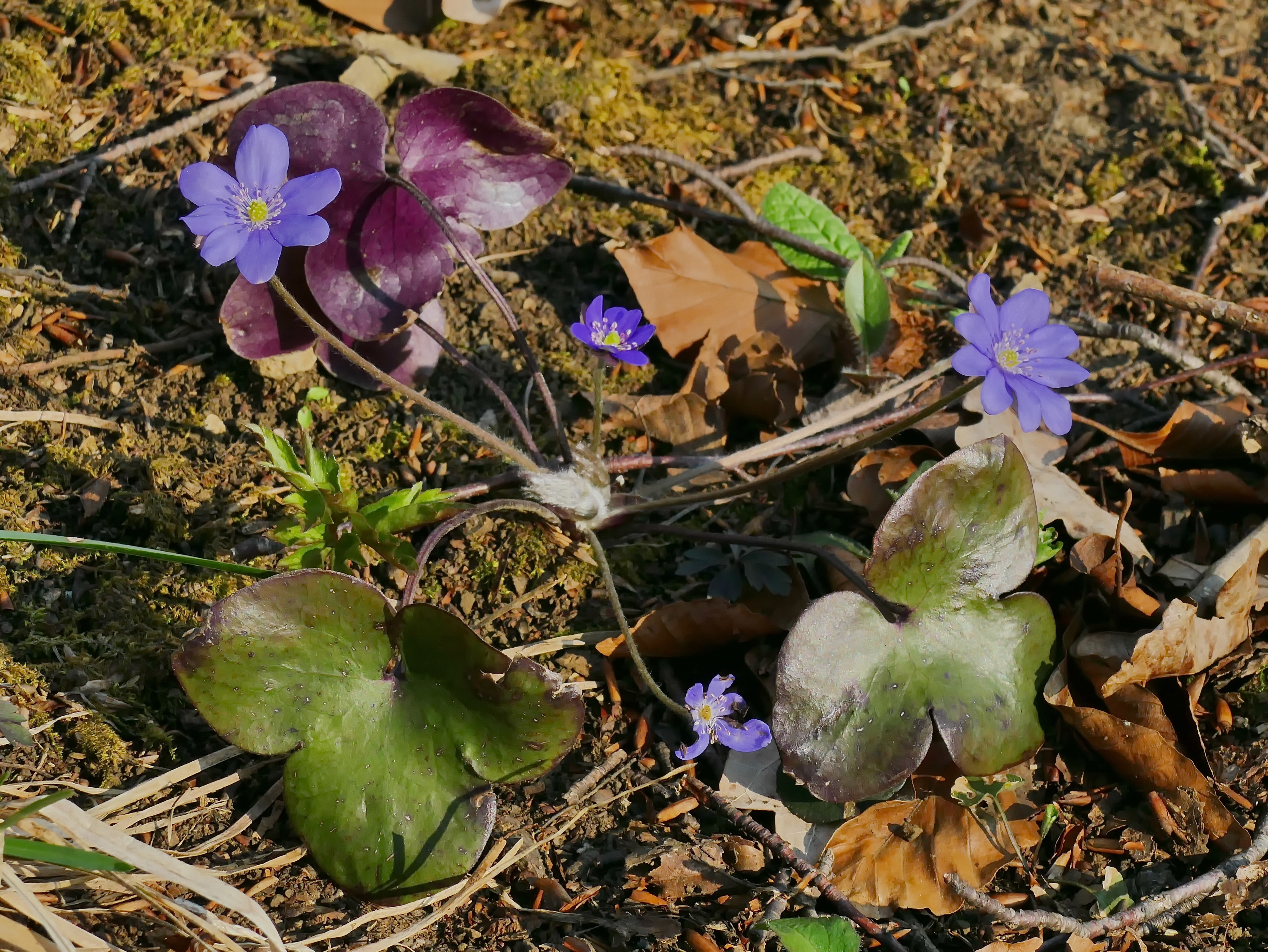
Leberblümchen vom Süntel
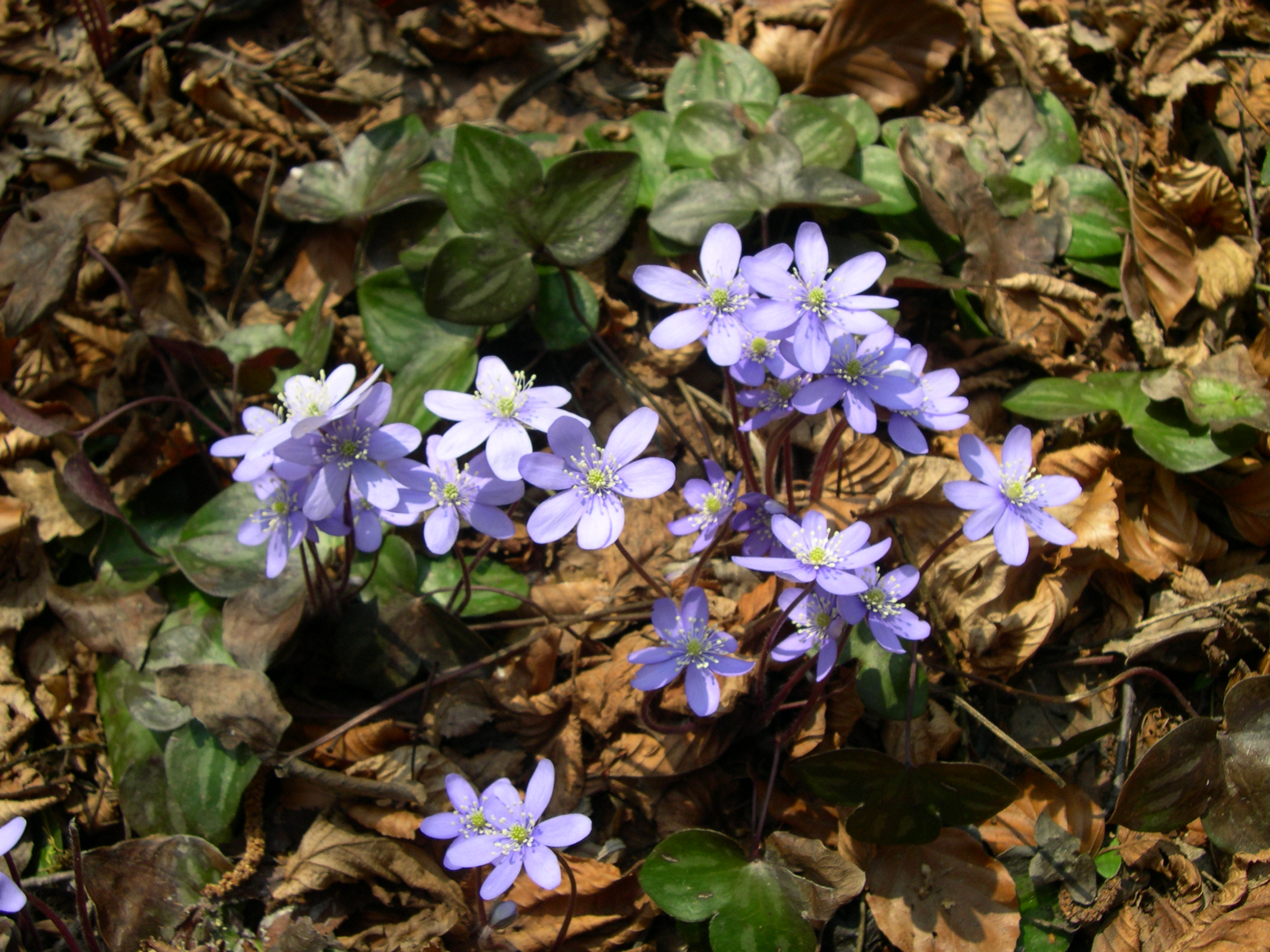
var. nobilis mit marmorierten Blättern in Norditalien
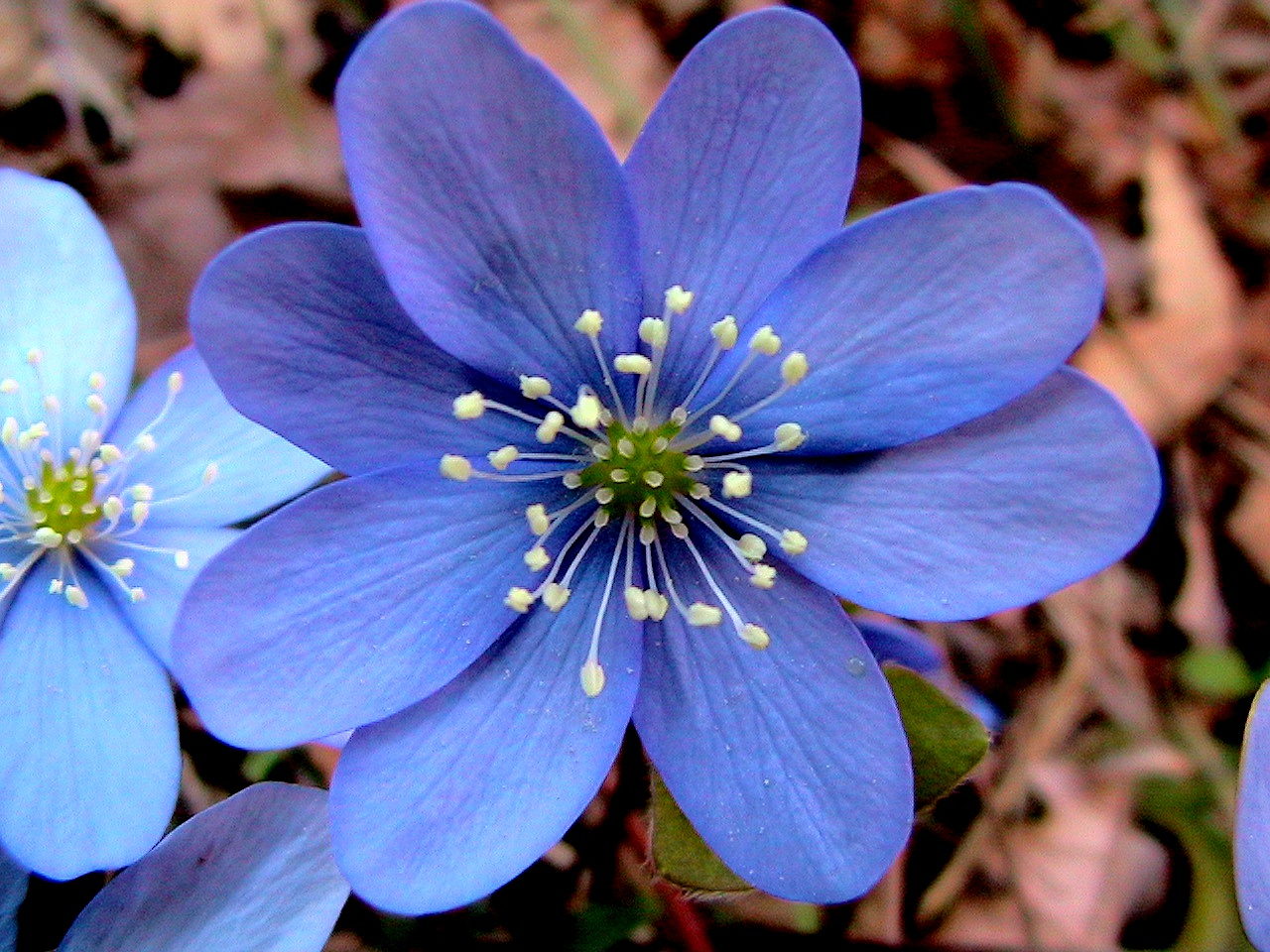
var. pyrenaica/hispanica in Katalonien
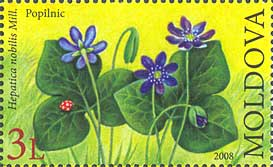
Briefmarke aus Moldawien (2008)
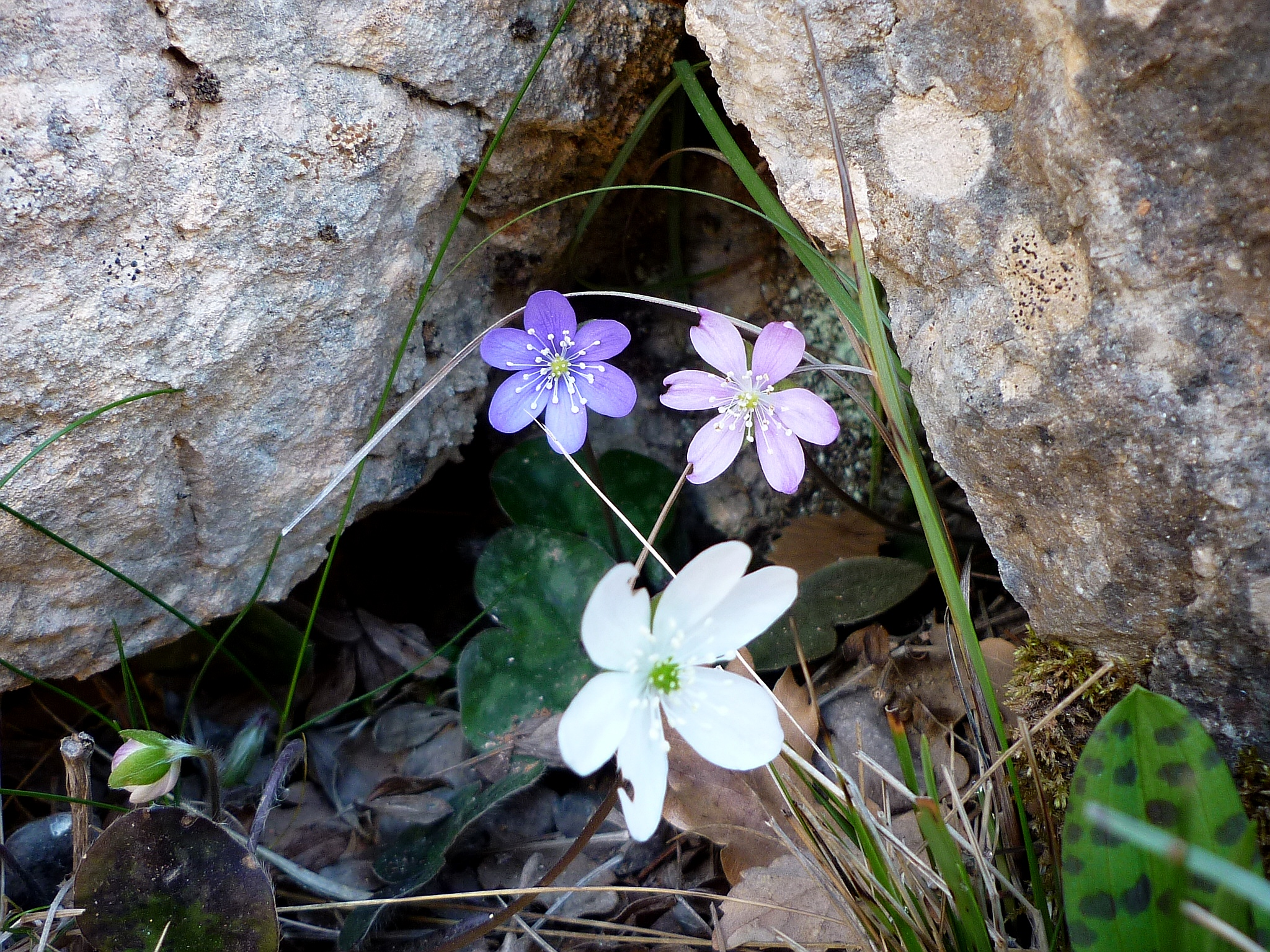
var. pyrenaica/hispanica Farbhybriden in Katalonien
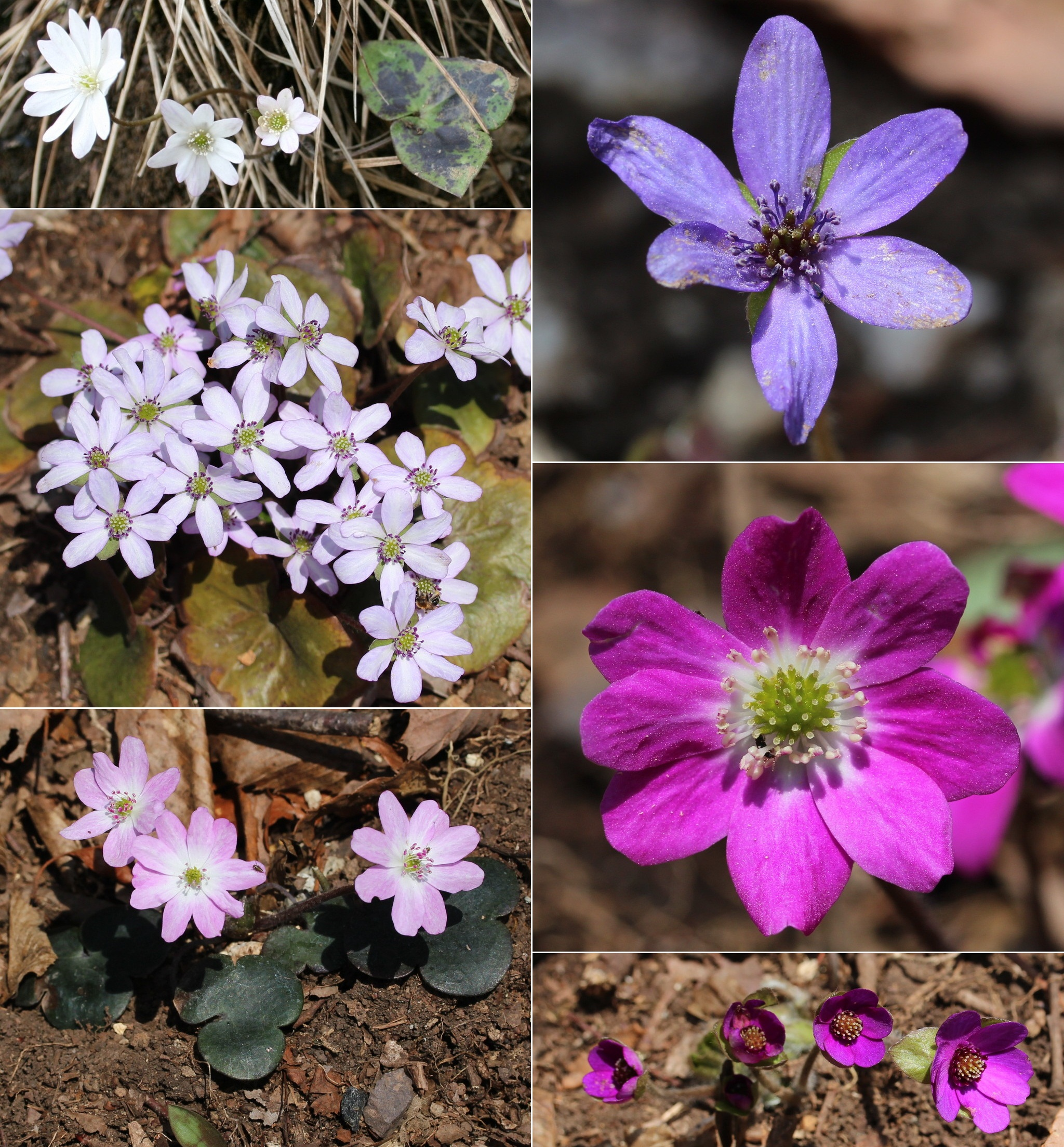
var. japonica Farb- und Blattvariationen
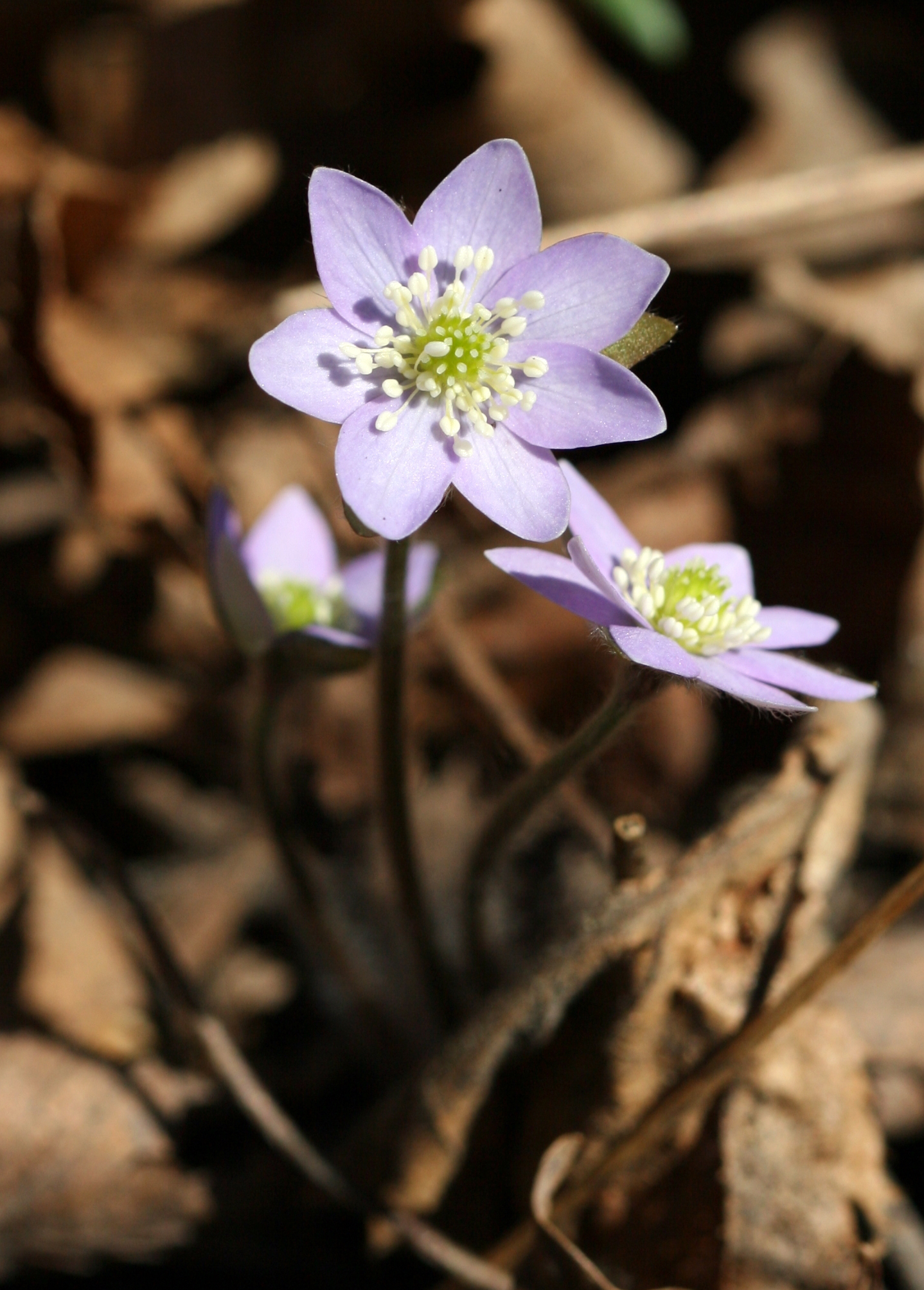
var. americana in Wisconsin(USA)

## Weiterführende Literatur
- Michael Alexander Commichau: Hepatica: Aktueller Überblick über die Gattung. ergänzte Auflage. Eigenverlag, Suhl 2007, DNB 986355690.
- M. D. Myers: Wissenswertes über die Art Hepatica. (online abgerufen am 24. Februar 2017)
- Jürgen Peters: Hepatica – Leberblümchen eine Leidenschaft. Eigenverlag, OCLC 916667481.